# Summer World University Games 2025/Teilnehmer (Rumänien)
| Gelbes Symbol für Goldmedaillen mit stilisierten Olympischen Ringen | Graues Symbol für Silbermedaillen mit stilisierten Olympischen Ringen | Braundes Symbol für Bronzemedaillen mit stilisierten Olympischen Ringen |
| ------------------------------------------------------------------- | --------------------------------------------------------------------- | ----------------------------------------------------------------------- |
| —                                                                   | —                                                                     | 4                                                                       |

Rumänien nahm an den Summer World University Games 2025 vom 16. bis zum 27. Juli mit 64 Athleten (31 Männer und 33 Frauen) teil.

## Medaillen

### Medaillenspiegel
| Rang   | Sportart    | Gold | Silber | Bronze | Gesamt |
| ------ | ----------- | ---- | ------ | ------ | ------ |
| 1      | Judo        | –    | –      | 2      | 2      |
| 2      | Tischtennis | –    | –      | 2      | 2      |
| Gesamt | Gesamt      | 0    | 0      | 4      | 4      |

### Medaillengewinner
| Name/n                          | Sportart    | Wettkampf         |
| ------------------------------- | ----------- | ----------------- |
| Bronze                          |             |                   |
| Alexandru Sibișan               | Judo        | Klasse bis 100 kg |
| Florentina Ivănescu             | Judo        | Klasse bis 63 kg  |
| Eduard Ionescu                  | Tischtennis | Männer Einzel     |
| Eduard Ionescu Darius Movileanu | Tischtennis | Männer Doppel     |

## Teilnehmer nach Sportarten

### Basketball

#### Basketball
| Männer - David Pătru - Mihnea Brie - Luca Cârstea - Anton Rotaru - David Lăpuște - Ștefan Gribinic - George Cotoară - David Antonescu - Luca Năstruț - Matei Dorneanu - Dragoș Axinte - Luca Colceag | Frauen - Alexia Doba - Rebecca Lipovan - Bianca Nan - Mihaela Mazilu - Alexandra Ion - Ștefania Cătinean - Evelina Petrof - Kriszta Kozman - Maria Militaru - Anisia Croitoru - Alexia Frincu - Nicole Simescu |

### Beachvolleyball
| Männer - Iannis Alb - Radu Mureșan | Frauen - Ioana Bobei - Bianca Pup |

### Bogenschießen
| Männer - Adrian Vlase - Nectarios Condurache - Eduard Szekely - Rares Alexandrescu - Gabriel Sandu | Frauen - Mădălina Amaistroaie - Bernadett Haragos - Alexandra Creangă - Elena Topliceanu |

### Judo
| Männer - Alexandru Sibișan | Frauen - Florina Bădiceanu - Florentina Ivănescu |

### Leichtathletik
| Männer - Dragoș-Luca Pop | Frauen - Maria Mihalache - Maria Lătărețu - Mihaela Blaga - Diana Ion |

### Schwimmen
| Männer - Alexandru Constantinescu - Patrick Dinu | Frauen - Maysa Rațiu - Rebecca Diaconescu |

### Taekwondo
| Männer - Tristan Scutaru - Raul Filip-Mureșanu - Laurențiu Snacov - Augustin Fricățel | Frauen - Ingrid Busuioc - Mihaela Băjan |

### Tischtennis
| Männer - Eduard Ionescu - Andre Istrate - Darius Movileanu - Darius Toma | Frauen - Ioana Sîngeorzan - Andrea Teglaș - Evelyn Ungvari - Elena Zaharia |

### Turnen

#### Rhythmische Sportgymnastik
Frauen
- Andreea Verdes